# Socorrolira
Socorrolira (Puffinus auricularis) är en utrotningshotad fågel i familjen liror inom ordningen stormfåglar. Den häckar på en endaste ö utanför västra Mexikos kust. Tidigare behandlades rapaliran, hawaiiliran och townsendliran som en och samma art, men urskiljs numera vanligen som skilda arter.

## Utseende
Socorroliran är en rätt liten (32–38 cm) lira med övervägande svart ovansida och vit undersida. Vid flanken syns en tydlig vit fläck som sträcker sig upp på övergumpens sidor. Undersidan av vingen är vit med skarpt avsatt svart vingframkant och vingbakkant. Liknande californialiran är större, tydligt brunaktig och mer diffus övergång mellan mörka och ljusa områden.
Två andra arter, tidigare och i viss mån behandlade som underarter, är mycket lika men delar inte dess utbredningsområde. Hawaiiliran är något större och prydligare tecknad på huvud- och halssidor, med mörkare ovansida och med mer vitt på undre stjärttäckarna. Även likaledes närbesläktade rapaliran är mycket lik, men denna är mindre med helt vita undre stjärttäckare, vitare ansikte och vitaktiga innerfan på vingpennorna.

## Utbredning och systematik
Socorroliran häckar enbart på  Revillagigedoöarna utanför västra Mexiko, idag endast på ön Socorro. Den förekommer pelagiskt till 8° N. Tidigare behandlades hawaiilira (P. newelli) och rapalira (P. myrtae) som underarter till auricularis, och vissa gör det fortfarande. Längre tillbaka behandlades den som underart till mindre lira.

## Levnadssätt
På ön Socorro häckar den i klippskrevor bland täta snår intill skogskanter, mestadels ovanför 700 meters höjd. På Clarión, där den numera är utdöd, häckade den istället i bohålor på sluttningar med gräs och ormbunkar. Fåglarna återvänder till kolonierna i mitten av november och häckar från slutet av januari till mitten av mars.

## Status och hot
Arten har utrotats från två öar och häckningsområdet är därför numera begränsat till ett mycket litet område på en enda ö. Världspopulationen tros bestå av under 1000 vuxna individer och den minskar i antal till följd av predation från invasiva arter. Internationella naturvårdsunionen IUCN kategoriserar därför arten som akut hotad.